# Silnice I/60

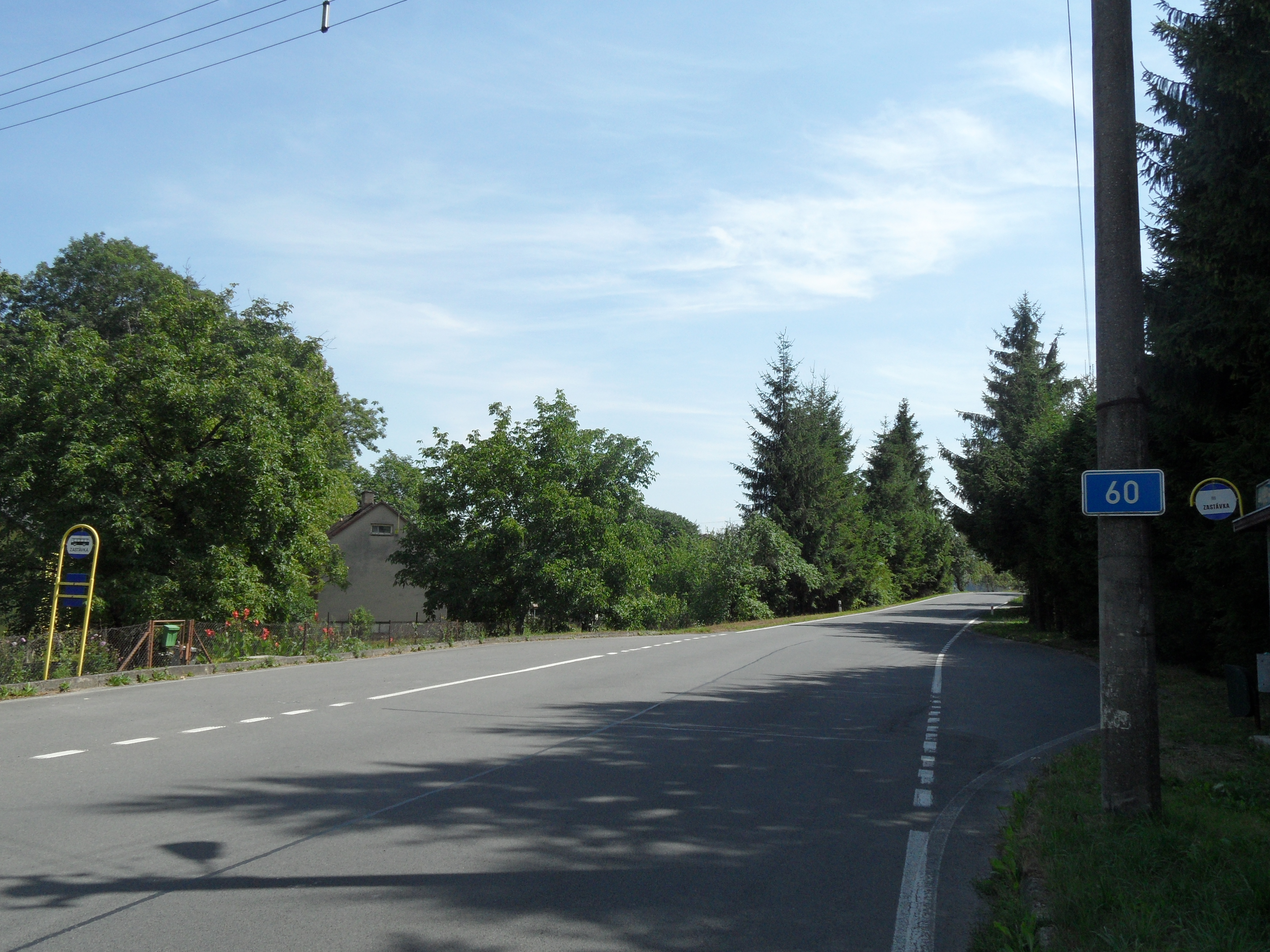
Die Straße in Bergov

Die Silnice I/60 (tschechisch für: „Straße I. Klasse 60“) ist eine tschechische Staatsstraße (Straße I. Klasse). 

## Verlauf
Die Straße zweigt im Stadtteil Bukovice (Buchelsdorf) der Stadt Jeseník (Freiwaldau) von der Silnice I/44 ab und verläuft in nordwestlicher Richtung über Žulová (Friedeberg) nach Javorník (Jauernig). Von dort aus führt sie zur tschechisch-polnischen Grenze bei Bílý Potok (Weißbach). In Polen bildet die Droga wojewódzka 382 ihre Fortsetzung nach Paczków (Patschkau).
Die Gesamtlänge der Straße beträgt rund 33 Kilometer.